# Sonny Umpad
Sonny Umpad (né le 26 juin 1948 à Bogo, Cebu, Philippines et mort le 24 août 2006 à Alameda, Californie) est un maître américain du Kali Eskrima. Il fut l’un des plus grands communicateurs de cet art martial qui allie maniement du bâton et de l’arme blanche.

## Publications
L’instructeur George Yore a réuni les écrits de six des élèves de Sonny Umpad (y compris Wade Williams, nommé aux U.S. Martial Arts Hall of Fame) pour publier en 2012 une biographie de cet artiste martial remarquable. Des techniques et des applications de base sont présentées dans le livre, accompagnées de 130 photos pas à pas.